# Station Osaka Business Park
Station Osaka Business Park (大阪ビジネスパーク駅, Osaka Bijinesupāku-eki) is een metrostation in de wijk Chūō-ku, Osaka, Japan. Het wordt aangedaan door de Nagahori Tsurumi-ryokuchi-lijn. Het station is het diepst gelegen metrostation van Osaka (-32,3 m.). Het station ligt midden in het Osaka Business Park, een zakendistrict in Osaka.

## Treindienst

### Nagahori Tsurumi-ryokuchi-lijn(stationsnummer N21)
| 1 | ■Nagahori Tsurumi-ryokuchi-lijn | richting Kyōbashi en Kadoma-Minami          |
| 2 | ■Nagahori Tsurumi-ryokuchi-lijn | richting Morinomiya, Shinsaibashi en Taishō |

## Geschiedenis
Het station werd in 1996 geopend. Het station dient voornamelijk ter ontsluiting van het Osaka Business Park.

## Overig openbaar vervoer
Bus 46

## Stationsomgeving
- Osaka Business Park
  - Twin21
  - Fujitsu Kansai Laboratorium
  - Matsushita IMP-gebouw
  - Crystal Tower
  - Yomiuri Telecasting Corporation
  - BRAVA!-theater
  - New Otani Hotel Osaka
  - KDDI-gebouw
- Osaka Jo Hall
- Kasteel Osaka
- Neyagawa-rivier

Taishō · Dome-mae Chiyozaki · Nishi-Nagahori · Nishiōhashi · Shinsaibashi · Nagahoribashi · Matsuyamachi · Tanimachi Rokuchōme · Tamatsukuri · Morinomiya · Osaka Business Park · Kyōbashi · Gamō Yonchōme · Imafuku-Tsurumi · Yokozutsumi · Tsurumi-Ryokuchi · Kadoma-Minami